# Симфонія № 1 (Чайковський)
Симфо́нія № 1 соль мінор, тв. 13 «Зимові мрії» (рос. «Зимние грёзы») — симфонія Петра Ілліча Чайковського, написана 1866 року. Прем'єра відбулася 15 лютого 1868 р. в Москві.
Написана для великого симфонічного оркестру подвійного складу включно з флейтою піколо.
Складається з 4-х частин:
1. «Грёзы зимнею дорогой». Allegro tranquillo
2. «Угрюмый край, туманный край». Adagio cantabile ma non tanto
3. Скерцо. Allegro scherzando giocoso
4. Фінал. Andante lugubre. Allegro maestoso